# Amegilla samarensis
Amegilla samarensis là một loài Hymenoptera trong họ Apidae. Loài này được Cockerell mô tả khoa học năm 1925.